# Hugo de Vries
Hugo de Vries (Haarlem, 1848. február 16. – Lunteren, 1935. május 21.) holland genetikus, botanikus. Ő vezette be a "gén" és a "mutáció" kifejezést, más kutatóktól függetlenül újrafelfedezte Mendel törvényeit és kidolgozta az evolúció haladásának mutációelméletét.

## Élete
Hugo de Vries 1848. február 16-án született a hollandiai Haarlemben Gerrit de Vries és Maria Everardina Reuvens gyermekeként. Apja jogász és mennonita diakónus volt, akit később, 1872-ben megválasztottak az ország miniszterelnökévé. Anyai nagyapja a Leideni Egyetemen oktatott régészetet. 1862-ben apja bekerült az Államtanácsba (a kormány tanácsadó szervezetébe) és Hágába költöztek. Hugót gyerekkora óta érdekelte a botanika, középiskolás korában több díjat is nyert herbáriumaival.
1866-ban beiratkozott a Leideni Egyetemre, ahol botanikát tanult. Nagy hatással volt rá tanára, Willem Suringar, aki azonban szkeptikusan viszonyult Darwin evolúcióelméletéhez, amelyért de Vries lelkesedett. Szakdolgozatát a hő növények gyökerére gyakorolt hatásáról írta. 1870-ben megkapta diplomáját.
Egy rövid ideig oktatott, de még 1870-ben Heidelbergbe költözött, hogy az ottani egyetemen kémiát és fizikát hallgasson; eközben a neves botanikus Wilhelm Hofmeister laboratóriumában is dolgozott. A tanév második szemeszterében Julius Sachs würzburgi laboratóriumában a növények fejlődését tanulmányozta. 1871-től 1875-ig amszterdami iskolákban tanított állat- és növénytant, valamint geológiát. A vakációk alatt visszatért Heidelbergbe, hogy folytassa kutatásait.
1875-ben a Porosz Mezőgazdasági Minisztérium felajánlott neki egy tanári állást a még építés alatt álló berlini Mezőgazdasági Főiskolán. De Vries addig is Würzburgba költözött, ahol folytatta munkáját Sachs-szal és tanulmányozta a kultúrnövényeket. A főiskola még 1877-ben sem készült el, így egy rövid ideig Halle-Wittenberg egyetemén oktatott, majd még ugyanebben az évben elfogadta az akkor alapított Amszterdami Egyetem növényélettani tanszékének tanári állásajánlatát. 1878-ban adjunktussá, 1881-ben pedig rendes egyetemi tanárrá nevezték ki (utóbbit részben azért, nehogy visszatérjen Berlinbe, ahol a főiskola végre megnyitotta kapuit).
De Vries 1885-től 1918-ig az Amszterdami Botanikai Intézet és a botanikus kert igazgatói tisztét is betöltötte. 1918-ban nyugdíjba vonult és luntereni birtokán végezte tovább botanikai kísérleteit. 1935-ben halt meg, 87 éves korában.

## Genetikai kutatásai

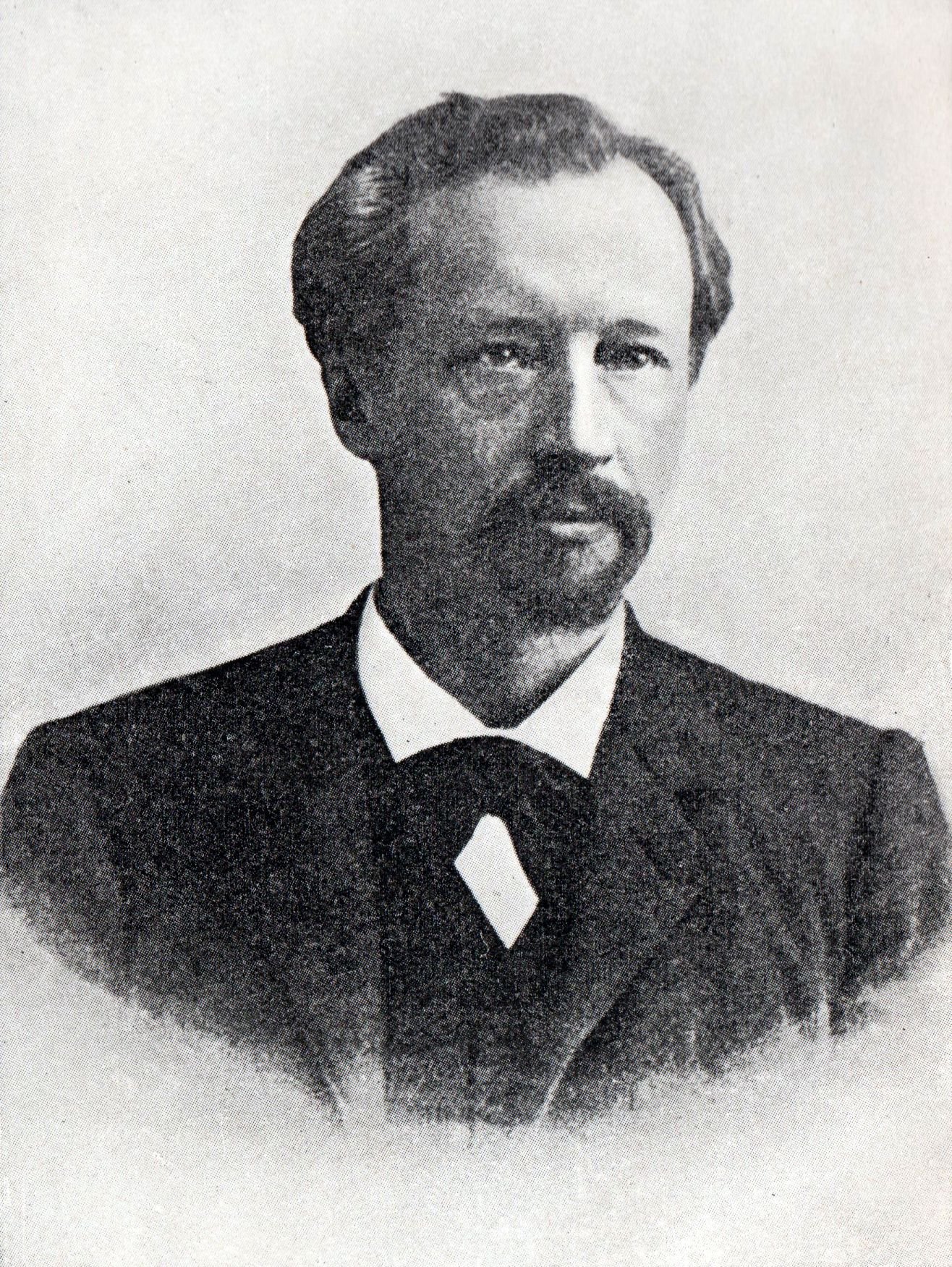
Hugo de Vries az 1890-es években

1889-ben publikálta Intracelluláris pángenezis, c. könyvét, melyben továbbdolgozta Darwin pángenezis elméletét az öröklődésről. Ebben feltételezte, hogy az tulajdonságok öröklődése valamilyen részecskék továbbadásával kapcsolatos. Ezeket a részecskéket ő pángéneknek nevezte, amit 20 évvel később Wilhelm Johannsen génekre rövidített.
Pángén-elmélete azonban nem vált népszerűvé, ezért az 1890-es években különféle növényekkel hibridizációs kísérleteket végzett, hogy alátámassza teóriáját. Kortársaihoz hasonlóan nem ismert Gregor Mendel több évtizeddel korábbi munkáját, így tőle függetlenül újra felfedezte a domináns/recesszív tulajdonságot, a genetikai tulajdonságok szétválását és a második generációban a recesszív tulajdonságok 3:1 arányú újrafelbukkanását. Egyúttal saját elméletét is igazolni látta, miszerint a genetikai tulajdonságok rendkívül kicsi részecskék formájában adódnak át.
De Vries úgy vélte, hogy pángénjei átjuthatnak egyik faj egyedeiből a másikéba, pl. ugyanaz az a gén okozhatja két növényfaj virágának szőrösségét. Bár bizonyos szempontból igaza volt (pl. a két fajnak közös őseitől örökölhette ugyanazt a gént) ő egy időben élő egyedek közti konkrét fizikai anyagátadódásra gondolt (ami ha nagyon ritkán ugyan, de tényleg megtörténhet a horizontális géntranszfer során).
Az 1890-es évek végén de Vries megtudta, hogy felfedezéseit Mendel már harminc évvel korábban publikálta. Ennek ellenére, amikor 1900-ban közzétette eredményeit a francia Comptes rendus de l'Académie des Sciences folyóiratban, először nem említette Mendelt és csak akkor javított cikkén, miután Carl Correns felhívta figyelmét a mulasztására. De Vries, Correns és Erich von Tschermak egymástól függetlenül fedezték fel újra Mendel törvényeit.

## A mutációelmélet

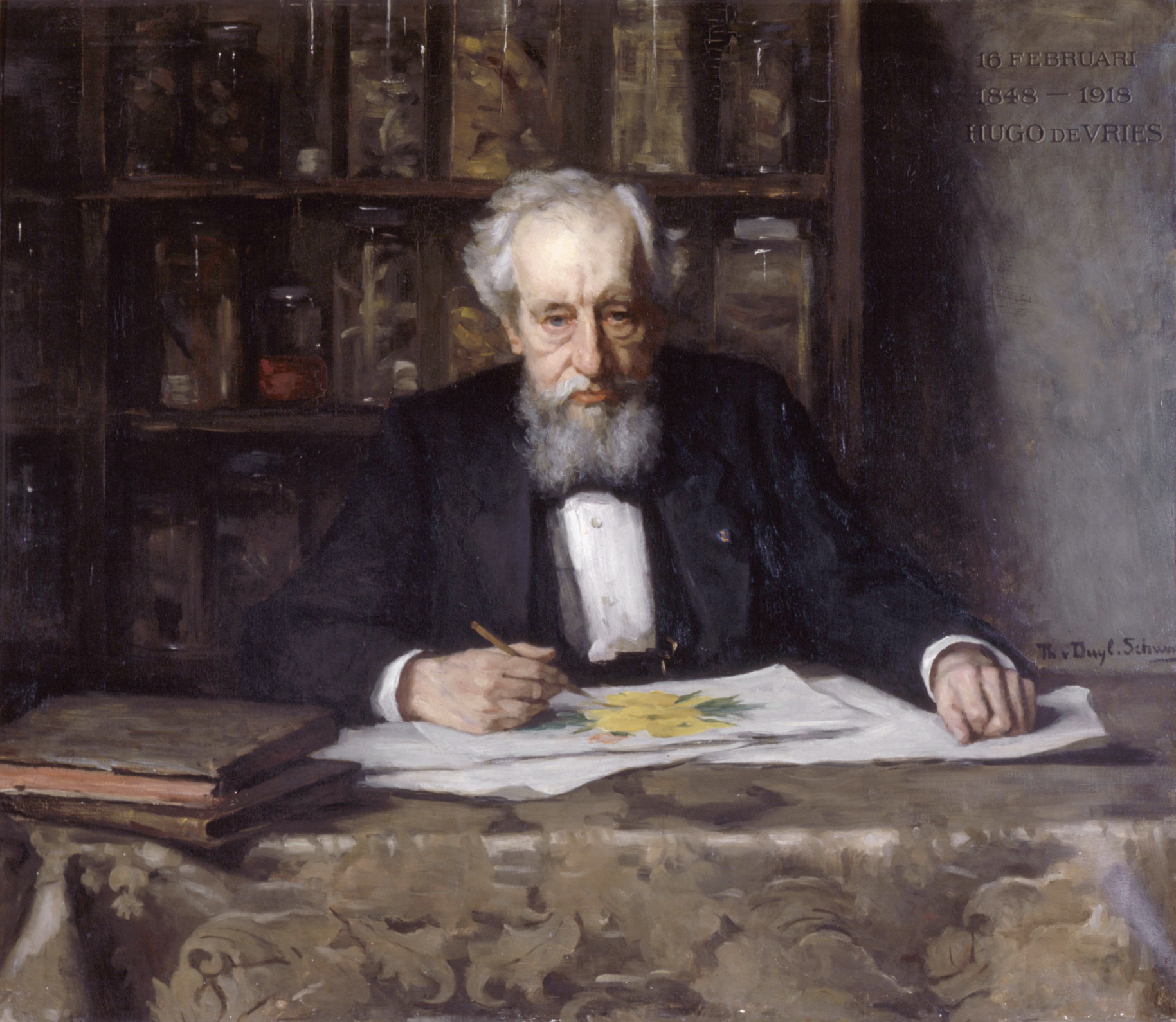
Hugo de Vries visszavonulásakor (Thérèse Schwartze képe, 1918)

Kortársai de Vries nevét leginkább mutációelméletéről ismerték. 1886-ban felfedezte, hogy a kertből kivadult ligetszépék (Oenothera lamarckiana) számos tulajdonságukban különböztek az eredeti változattól. Ezeket a variációkat ő mutációknak nevezte. 1900-1903-ban megjelent Mutációelmélet c. könyvében azt állította hogy az evolúció nem feltétlenül a Darwin által javasolt módon, kis változásokkal, fokozatosan halad előre, hanem a mutációk révén ugrásszerűen is (ezzel ő volt a szaltációs elmélet egyik megalapozója). Elmélete komoly népszerűségre tett szert és többek között ez vezette Thomas H. Morgant a gyümölcslegyek mutációinak tanulmányozására. Az 1930-as évekre azonban bebizonyították hiányosságait és az modern evolúciós szintézis teóriája kiszorította az egyetemekről. A közvélemény azonban hosszú ideig továbbra is az ugrásszerű változások híve maradt. Utólagos vizsgálatok kiderítették, hogy ligetszépe-változatai jórészt kromoszómaaberrációk (pl. poliploidia vagy gyűrűkromoszómák) eredményei voltak. Ma a biológiában mutáció alatt inkább a DNS-szekvencia kisebb változásait értik, míg a közvéleményben a hollywoodi alkotások (pl. szuperhősfilmek) és képregények hatására továbbra is inkább a mutációk de Vries-i értelmezése él.
De Vries volt az első, aki 1903-ban felvetette a kromoszómák rekombinációjának lehetőségét, miután röviddel előtte Walter Sutton bebizonyította, hogy a mendeli géneket a kromoszómák hordozzák.

## Elismerései
De Vriest 1878-ben felvették a Holland Királyi Tudományos Akadémia soraiba. Tagjává választotta az Amerikai Filozófiai Társaság (1903), az Amerikai Tudományos Akadémia (1904), az angol Királyi Társaság (1905), a Svéd Királyi Tudományos Akadémia (1910), az Amerikai Művészeti és Tudományos Akadémia (1921), valamint a Leopoldina Német Természettudományos Akadémia (1933). 1906-ban megkapta a Darwin-érmet, 1929-ben pedig a Linné-érmet. 1970-ben egy holdkrátert neveztek el róla.

## Fordítás
- Ez a szócikk részben vagy egészben  a   Hugo de Vries című angol Wikipédia-szócikk ezen változatának fordításán alapul.  Az eredeti cikk szerkesztőit annak laptörténete sorolja fel. Ez a jelzés csupán a megfogalmazás eredetét és a szerzői jogokat jelzi, nem szolgál a cikkben szereplő információk forrásmegjelöléseként.